# LG Optimus L3
El LG Optimus L3 E400 es un teléfono inteligente de gama media fabricado por LG y muy parecido al LG t395,
Utiliza sistema operativo Android 2.1 sin actualizaciones posibles con una pantalla multitáctil capacitiva LCD. Se comercializó en enero de 2012.
Este dispositivo está destinado principalmente a un mercado joven, susceptible de utilizar redes sociales, apps de mensajería o navegar en internet gracias a la batería de 1500 mAh, que permitía hasta 12h30 de conexión 2G y 10h en conexión 3G, así como ver videos, películas o escuchar música, para lo cual es dispositivo cuenta con wi-fi y bluetooth. En definitiva, se trata de un smartphone de gama media-baja con un precio abordable. 
Venía en 5 colores diferentes: blanco, negro, rojo, azul y rosa.

## Características

### Diseño
LG Optimus L3 es completamente táctil a excepción del botón físico "HOME" en la parte frontal del teléfono, contiene dos cubiertas posteriores, una rugosa y una lisa, la rugosa es un gran auxiliar, ya que evita el resbale del teléfono al usarlo durante mucho tiempo.
Pesa 110 gramos y sus medidas son 102.6 x 61.6 x 11.9 milímetros.

### Precio
- En Chile rodea los $50.000 pesos puede variar según su compañía telefónica o tienda donde se adquiera.
- En México se puede adquirir alrededor de $800 pesos.
- En Colombia se acabó la venta, pero antiguamente se vendía por $200.000 pesos.
- En España cuesta alrededor de 100€.
- En Argentina cuesta alrededor de $2000
- En Ecuador cuesta 269 dólares americanos

### Pantalla
Este teléfono tiene una pantalla de 3.2" en diagonal y una resolución máxima de (240X320), puede reproducir vídeos de hasta 720P a 15fps sin ningún problema, pero al tratar de ver vídeos en 1080P se podría notar un poco de ralentización en la reproducción.
Se puede disfrutar de vídeos, fotografías, y una muy fluida navegación de Internet.

### Cámara
Tiene una cámara fotográfica trasera con una resolución máxima de 3.15 megapíxeles que graba video en formato VGA a 24fps.

### Conectividad
Este teléfono es compatible con puntos inalámbricos WiFi y con banda ancha móvil HSDPA (3G) y (3.5G si es que la dispone el proveedor de servicios)
Tiene Bluetooth v3.0 para usar un manos libres sin cables en un auto o escuchar música con auriculares inalámbricos. En la parte de arriba se encuentra una entrada de auriculares estándar de 3,5 milímetros y un puerto microUSB 2.0 que servirá para cargar la batería y sincronizar el terminal con un ordenador, siendo este puerto de carga uno de los puntos que más fallarían con el uso.

### Música y Radio FM
Dispone de un reproductor de música compatible con la gran mayoría de formatos como pueden ser MP3, WAV, AAc, AAC+, etc. Tiene radio FM estéreo integrado y permite ver contenido RDS en la pantalla del móvil, ejemplo, la frecuencia de la emisora que se está sintonizando así como el nombre del programa que está sonando si la emisora proporciona este servicio.

### Vídeo
Reproduce vídeos en diferentes formatos, como MPEG4 o AVI. Permite ver vídeos del portal YouTube con una aplicación instalada por defecto por Android.

### Aplicaciones
Gracias a la tienda Google Play y Amazon Appstore , el usuario tendrá acceso desde el propio teléfono a miles o hasta millones de aplicaciones para descargar y usar directamente sin necesidad de pasar antes por un computador.
Dentro de esta tienda se podrán descargar diferentes aplicaciones útiles, ya sea para entretenimiento, juegos, diseño, música. etc.

### Memoria y potencia
Cuenta con un procesador con una velocidad de 800 MHz de fábrica (ahora existen ya overclocks a 1000 MHz). Generalmente viene acompañado de una tarjeta de memoria microSD de 2 GB (Puede variar en cada país y versión) y soporta tarjetas microSD con un máximo de 32 gigabytes de capacidad.
De fábrica viene solo con 150 MB de Espacio para apps.

## Diseño de ROMs
Actualmente hay diversas 'ROMS' por internet, pero la más "estable" es la CyanogenMod 9, la cual permite instalar un Kernel que "overclockea" o potencia el procesador pasando de 800MHz a 1GHz. Así mismo ésta ROM parte de la base de la versión de Android 4.0.4 Ice Cream Sandwich. Otras ROMS como MIUI están siendo estabilizadas y una buena competidora es la AOKP #Build 2; todas tienen como base Android 4.0  ICS.
Nota: Acerca de la ROM creada con Cyanogenmod, aún les falta mucho por mejorar, por ejemplo quitan las opciones de Radio FM, y "Mi Zona Wi-fi", la cual te permite compartir tu conexión a internet del teléfono con los demás dispositivos con conexión a Wi-Fi.